# The Well (1913)
The Well é um filme norte-americano de 1913, do gênero drama, produzido pela Biograph Company e distribuído por General Film Company.

## Elenco
- Lionel Barrymore
- Claire McDowell
- Harry Carey
- George Beranger